# Mathilde Level

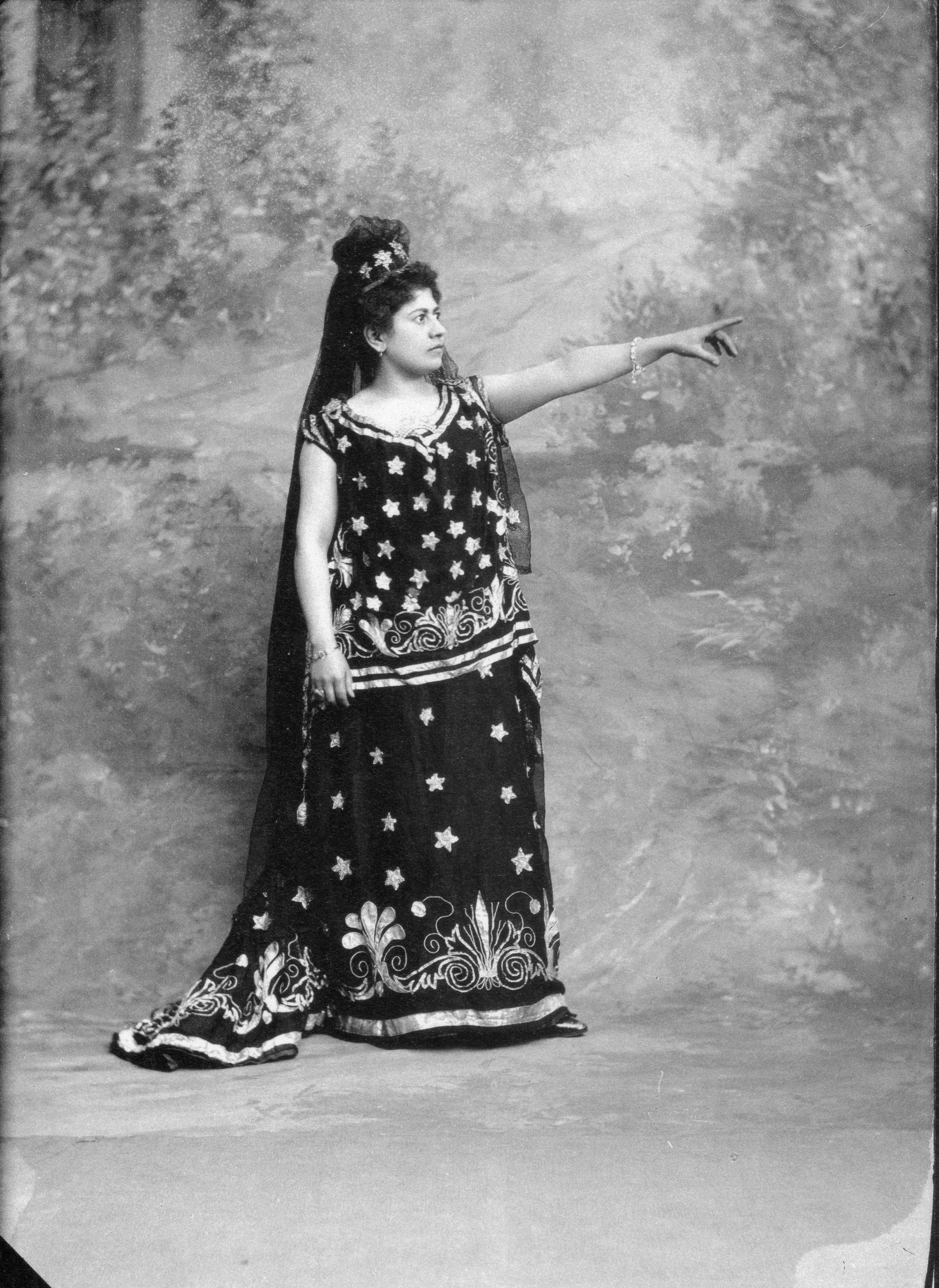
Mathilde Level als Königin der Nacht

Mathilde Level, auch Mathilde Lewell, (* 31. August 1873 in Paris; † 29. Oktober 1904 in Mainz) war eine deutsche Opernsängerin (Sopran) mit französischen Wurzeln, die im Deutschen Reich und in der Schweiz wirkte.
Mathilde Level, die in zeitgenössischen Kritiken als aus dem elsässischen Straßburg stammend angekündigt wurde, entwickelte gegen Ende des 19. Jahrhunderts eine kurze Bühnenkarriere an verschiedenen Hoftheatern in Deutschland sowie an Stadttheatern in der Schweiz. Auf der Bühne vertrat sie in Oper und Operette das Rollenfach des Koloratursoprans.
Sie begann ihre Bühnenlaufbahn als Koloratursängerin am Hoftheater Mannheim. Im September 1895 gastierte sie am Stadttheater Würzburg in der Titelrolle der Oper Martha. Es folgte für die Spielzeit 1895/96 ein Engagement ans Fürstliche Hoftheater Sondershausen in Thüringen, wo sie für „I. Koloratur- und jugendliche Gesangspartien“ verpflichtet war. In der Spielzeit 1895/96 hatte sie außerdem am Stadttheater Göttingen ein Engagement für die Oper im Rollenfach „Coloratur“.
Anschließend ging sie in die Schweiz, wo sie am Stadttheater Bern (Spielzeit 1896/97) und darauffolgend ab der Spielzeit 1898/99 am Stadttheater Zürich auftrat. Im Jahre 1900 gehörte sie am Stadttheater Zürich als Dritte Norn und Woglinde zur Besetzung einer Galavorstellung von Richard Wagners Götterdämmerung mit Alois Burgstaller als Siegfried. In der Saison 1902/03 wirkte sie am Stadttheater Zürich in der ersten deutschsprachigen Aufführung der Oper Grisélidis von Jules Massenet in der Rolle der Fiamina mit. Ihr letztes Engagement hatte sie ab der Saison 1903/04, bis zu ihrem frühen Tod im Alter von 31 Jahren, als Koloratursängerin am Stadttheater Mainz.
Zu ihren wichtigen Bühnenrollen gehörten die Königin der Nacht (Die Zauberflöte), die Philine (Mignon) und die Lene in Siegfried Wagners zeitgenössischer Oper Der Bärenhäuter. Auch wirkte sie in Aufführungen der beiden Suppé-Operetten Donna Juanita (als Petrita) und Flotte Bursche (als Lisette) mit.
In ihrer elsässischen Heimat wirkte sie auch bei Aufführungen von Bühnenwerken des elsässischen Komponisten Marie-Joseph Erb (1858–1944), u. a. als Barbe in dem Singspiel Schallü!, mit. Sie trat auch als Konzertsängerin mit Arien- und Liedprogrammen hervor.
Das Deutsche Bühnenjahrbuch bezeichnete Mathilde Level, die an einem „schweren inneren Leiden“ erkrankt war, in einem im Jahre 1906 veröffentlichten kurzen Nachruf als „reichtalentierte“ Koloratursängerin.